# Chris Burke (acteur)
Pour les articles homonymes, voir Chris Burke et Burke.
Christopher Joseph Burke, dit Chris Burke, né le 26 août 1965 à Point Lookout dans l'État de New York, est un acteur américain. Il est porteur du syndrome de Down en mosaïque. Il est connu pour avoir joué le rôle de Corky dans la série télévisée Corky, un adolescent pas comme les autres. 

## Filmographie

### Cinéma
- 2003 : Le Sourire de Mona Lisa (Mona Lisa Smile) : Custodian

### Télévision
- 1987 : Desperate (Téléfilm) : Louis
- 1989-1993 : Corky, un adolescent pas comme les autres (Life Goes On) (série télévisée) : Charles "Corky " Thatcher
- 1992 : Jonathan: The Boy Nobody Wanted (en) (Téléfilm) : Jonathan Willis
- 1994 : L'As de la crime (The Commish) (série télévisée) : Billy
- 1994 : Nord et Sud (Heaven & Hell: North & South, Book III) (série télévisée) : Jim
- 1997 : Les Anges du bonheur (Touched by an Angel) (série télévisée) : Taylor
- 1997 : Promise Land (série télévisée) : Bob
- 2002 : Urgences (ER) (série télévisée) : George
- 2002 : Division d'élite (série télévisée) : Henry Lee Mentiere

## Nominations et récompenses
- 1990 : Nommé aux Golden Globes
- 1990 : Nommé aux Golden Apple Awards .